# Villafruela (kommunhuvudort)
Villafruela är en kommunhuvudort i Spanien.   Den ligger i provinsen Provincia de Burgos och regionen Kastilien och Leon, i den centrala delen av landet, 170 km norr om huvudstaden Madrid. Villafruela ligger 909 meter över havet och antalet invånare är 248.
Terrängen runt Villafruela är platt, och sluttar norrut. Runt Villafruela är det glesbefolkat, med 10 invånare per kvadratkilometer. Närmaste större samhälle är Lerma, 17,6 km nordost om Villafruela. Trakten runt Villafruela består till största delen av jordbruksmark.